# Казанская (Ростовская область)
Каза́нская — станица в Ростовской области. Административный центр Верхнедонского района Ростовской области и Казанского сельского поселения.

## География
Расположена на левом берегу Дона, выше Вёшенской, на границе с Воронежской областью. Самый верхний по Дону пункт расселения казаков. Расположена в северной части Ростовской области в 360 км от Ростова-на Дону.
Климат
| Показатель              | Янв. | Фев. | Март | Апр. | Май  | Июнь | Июль | Авг. | Сен. | Окт. | Нояб. | Дек. | Год   |
| ----------------------- | ---- | ---- | ---- | ---- | ---- | ---- | ---- | ---- | ---- | ---- | ----- | ---- | ----- |
| Средняя температура, °C | −8,4 | −6,8 | −1   | 9,0  | 16,2 | 19,5 | 22,0 | 20,6 | 14,6 | 7,4  | 1,5   | −4,5 | 7,5   |
| Норма осадков, мм       | 55,5 | 32,7 | 41,8 | 29,7 | 46,7 | 53,1 | 39,3 | 46,9 | 26,8 | 33,4 | 50,5  | 62,7 | 519,6 |
| Источник: World Climate |      |      |      |      |      |      |      |      |      |      |       |      |       |

## История
Исследователь области Войска Донского и эпохи Петра I — Ригельман относит основание станицы к 1647 году. После победы войск царя Ивана Грозного над казанским ханством, в котором решающую роль сыграли казаки, он отдал им во владение донские земли. Эти земли были богатыми рыбными угодьями, быстро развивалось земледелие, виноградарство, торговля.
В 1690 году по рекомендации Петра I казаки решили перенести своё поселение выше по течению Дона. Но на нынешнее постоянное место станица Казанская перешла лишь в 1740 году. Она является одной из старейших на Дону. Своё название получила от колодца — Казанца, который находился на левом берегу реки Дон, выше станицы.
Станица входила в Донецкий округ Области Войска Донского. В ней имелась Архангельская церковь (не сохранилась).

## Население
| 1959 | 1970  | 1979  | 1989  | 2002  | 2010  |
| ---- | ----- | ----- | ----- | ----- | ----- |
| 2436 | ↗3779 | ↗4427 | ↗5215 | ↘4954 | ↘4721 |

## Инфраструктура
- Станичный Дом культуры.

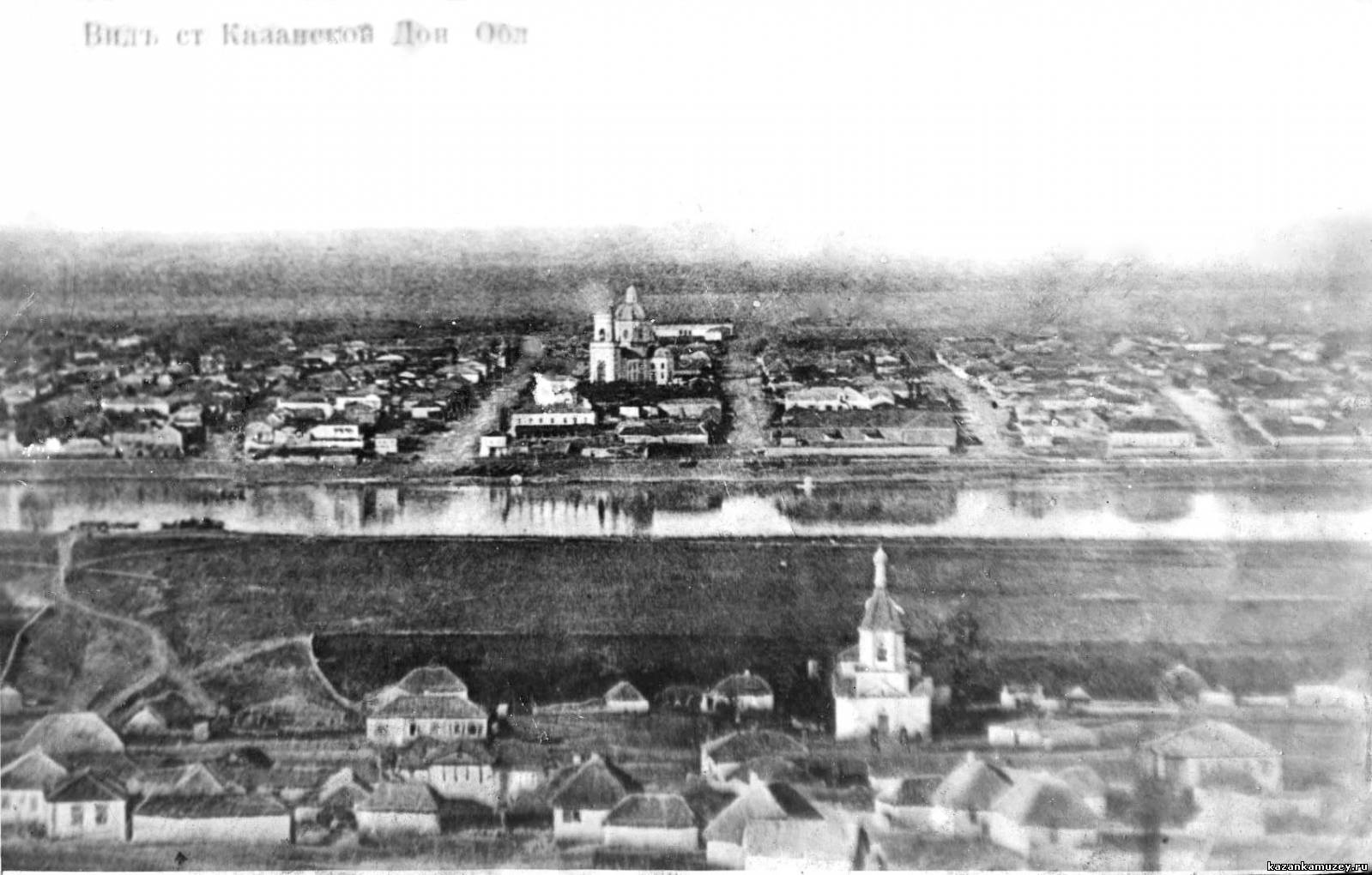
Вид на станицу Казанская, начало XX века

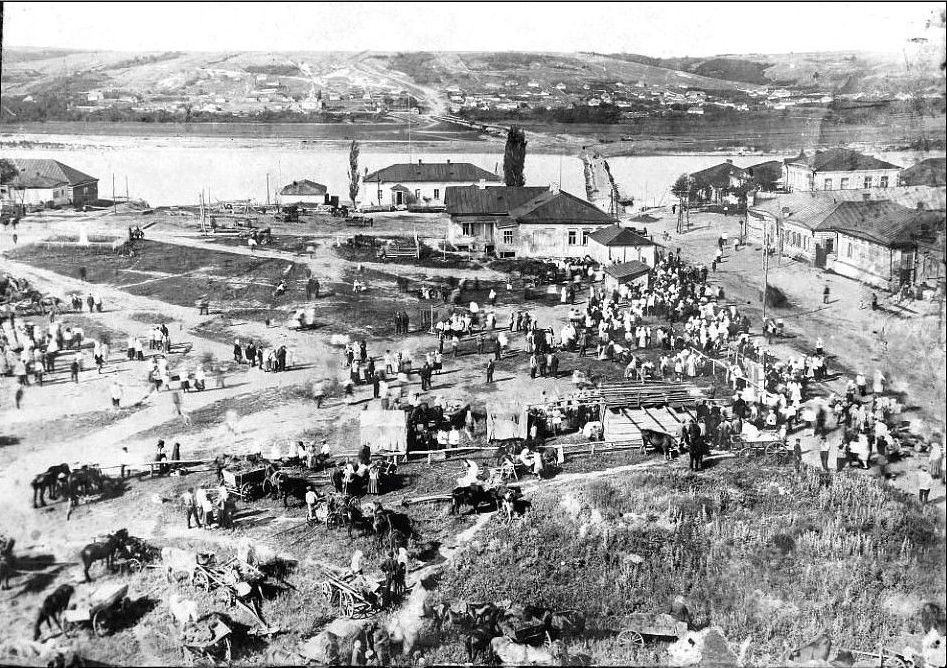
Базарный день, снимок с церкви в станице Казанской, начало XX века

- Вертикально-подъёмный автомобильный мост через реку Дон. Открыт 3 октября 2009 года.
- Историко-краеведческий музей на береге реки Дон (ул. Пионерская д. 1)[10].

Рядом со зданием музея расположена старинная казачья крепость (застава) с дозорной вышкой, частоколом и чугунной пушкой, каменные идолы и скульптуры скифских времен. В музее выставлены предметы казачьего быта, выдолбленная из цельного ствола дерева лодка, зимние сани, старинная мебель, посуда, оружие, одежда, фотографии жителей станиц и хуторов.
В здании музея экспонаты распределены по эпохам: до казачьего времени, дореволюционное время, времена второй мировой войны, и советская эпоха после войны и до распада СССР. В зале археологии представлены образцы памятников различных эпох, начиная с каменного века и заканчивая средневековьем, захоронение катакомбной культуры с каменными орудиями и курильницей. Все представленные экспонаты — орудия труда первобытного человека, лепная керамика, украшения и оружие кочующих воинствующих племен, обнаружены на территории Верхнедонского района. Фронтовые письма, фотографии участников Великой Отечественной войны, их личные вещи, военные трофеи выставлены в отдельном зале. Значительная часть экспонатов уличной экспозиции посвящена ремеслам и домашнему хозяйству, кузнечному делу, ткацкому ремеслу, сельскому хозяйству и др. Отдельного внимания заслуживает экспозиция «Подворье» с казачьей заставой — вышка, бастионом с пушкой и тревожным колоколом, очагом, коновязью и колодцем.

## Русская православная церковь
Свято-Троицкий храм.

## Люди, связанные со станицей
- Ерёмин, Юрий Петрович (1881—1948) — российский и советский фотограф.
- Кумов, Роман Петрович (1883—1919) — русский писатель.
- Фолометов, Василий Васильевич (1886—?) — участник Белого движения, командир донских казачьих частей, полковник.
- Цыганков, Иван Власович (1908—1988) — советский математик.

## Достопримечательности
- В центре станицы находится парк, который назван именем Александра Сергеевича Пушкина.
- Памятник неизвестному солдату, посвященный воинам, которые погибли в годы Великой Отечественной войны.
- Памятник Владимиру Ильичу Ленину, который сохранился в хорошем состоянии до наших дней.